# Lac Chelan
Pour les articles homonymes, voir Chelan.
Le lac Chelan est un lac des États-Unis, long de 81 kilomètres et large d'environ 1,5 kilomètre, situé au nord de l'État de Washington et protégé en partie au sein de la Lake Chelan National Recreation Area. Le nom Chelan provient du mot salish Tsi - Laan, qui signifie eaux profondes.
Le lac est alimenté par les eaux de nombreux cours d'eau descendant de la chaîne des Cascades. Avec une profondeur maximale de 453 mètres, c'est le troisième lac le plus profond des États-Unis, et le neuvième au niveau mondial,.
À l'extrémité sud du lac se trouve la ville de Chelan où les eaux du lac se déversent dans la rivière Chelan en passant à travers le barrage hydroélectrique du lac Chelan.

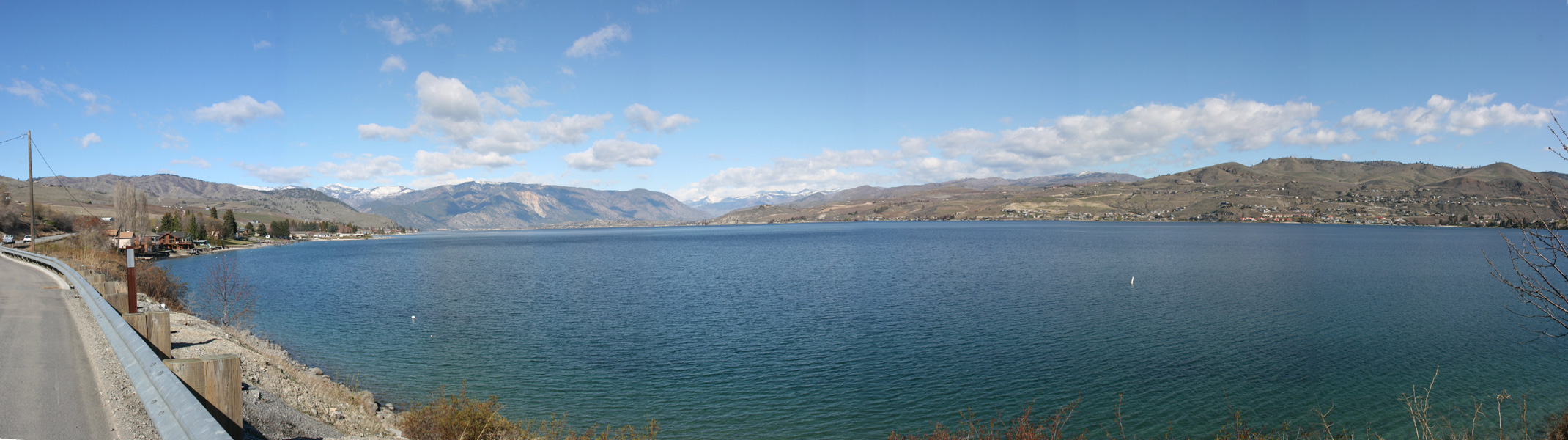
Panorama du lac vu de la rive sud